# 榎田卓央
榎田 卓央（えのきだ たかひろ、1962年4月19日 - ）は、元テレビ東京アナウンサー。現在は神奈川県横浜市の公立中学校の校長をしている。

## 人物
- 鹿児島県鹿児島市[2][1]出身
- 鶴丸高校卒業
- 1985年 慶應義塾大学法学部卒業後、テレビ東京に入社[1]
- 古谷綱正のニュースキャスターの姿に惹かれ、アナウンサーを目指したという[1]。
- テレビ東京アナウンサー
- テレビ東京営業局
- テレビ東京営業局関西支社営業部副部長
- 2005年7月 テレビ東京関西支社営業部長
- テレビ東京営業局業務推進部CM考査担当部長[3]
- 2009年 テレビ東京を退職、
- 2010年 横浜市立領家中学校校長（民間人校長）[4]
- 2015年 横浜市立釜利谷中学校に異動[5]
- 2017年 横浜市立丸山台中学校に異動
- 2020年 横浜市立深谷中学校に異動
- 2024年 横浜市立並木中学校に異動

## エピソード
- テレビ東京の本社が東京タワースタジオにあった時代の最後の入社組である。
- 新入社員のとき、当時TBSテレビで夜11時過ぎに放送していた、情報番組｢情報デスクToday」に出演（在京民放TV5局の新入社員が生出演し、入社しての感想や、抱負などを語る特集が組まれた）、当時彼が、この番組のサブ司会を務めていた小島一慶に対し、｢私は、小島さんを尊敬しており、小島さんのようなアナウンサーになりたいんです。｣と語っていたが、その後まもなく、パーソナリティ室（当時テレビ東京では、アナウンサーをパーソナリティと呼び、社外からも幅広く採用していた。当時採用されたパーソナリティの中には、赤間裕子、日高充、四家秀治など他局からの移籍組の他、ワールドビジネスサテライト初代キャスターを務めた小池ユリ子なども名を連ねていた。）に配置転換される。
- 定時ニュース番組やスポーツTODAY（スポーツニュース）のMCを担当。選挙特番や報道特別番組、昭和天皇崩御等にも携わった。また、現場に取材に出るキャスターとして、様々な事件事故、災害報道、政治家への直接取材等を担当した。
- スポーツ番組では、主にテニス中継に参画し、同局の全仏オープンテニスでは、パリからの衛星生中継で初めて視聴率１０％越えの試合を実況した。（女子のグラフ対ヒンギス戦）
- 慶應出身のため、ラーメン二郎をこよなく愛する。また無類の餃子ファンでもある。
- 2010年にテレビ東京を退職後、民間人校長として横浜市立領家中学校長に着任。常に“すべては生徒の為に”を掲げて、子どもの教育にあたる。
- 領家中学校⇒釜利谷中学校と担当する。常に子どもの立場を尊重し、話が上手い。聴きやすいという評価がある。
- 2024年3月をもって横浜市立深谷中学校を離任。横浜市立並木中学校へ異動。
- 教職員や保護者と言った、ステークホルダーを大切にする意識が非常に高い。
- 同窓会活動にも熱心で、出身校の鹿児島県立鶴丸高校の関東地区のOBOG組織である東京鶴丸会会長も務める。
- 平成26年からは、神奈川県中学校文化連盟会長を務めている。
- 平成29年4月からは、全国中学校文化連盟会長に就任している。

## 主な出演番組
新人時代・レギュラー番組
| 期間         | 期間         | 番組名                      | 役職                       | 備考                                                                               |
| ------------ | ------------ | --------------------------- | -------------------------- | ---------------------------------------------------------------------------------- |
| 同局新人時代 | 同局新人時代 | 情報デスクToday（TBS）      | ゲスト出演                 | 同局（テレビ東京）の新人アナウンサー（当時）を代表して、他局の番組にゲストにて出演 |
| 同局入社直後 | 同局入社直後 | メガTONスポーツTODAY        | キャスター                 |                                                                                    |
| 1991年4月    | 1995年3月    | TXNニュース THIS EVENING    | 月～金曜日メインキャスター |                                                                                    |
| 1995年4月    | 1996年3月    | TXNニュースワイド11         | メインキャスター           | 久保田麻三留と入れ違いで就任                                                       |
| 2000年10月   | 2003年3月    | 株式ワイド オープニングベル | 総合司会                   |                                                                                    |

イレギュラー番組・その他
- メガTONニュースTODAY
- NEWSウェーブ615（代理キャスター、1998.9）
- ワールドビジネスサテライト（キャスター）
- 女と愛とミステリー 松本清張没後10年特別企画・たづたづし（アナウンサー役）